# Zakrzew (gromada w powiecie radomskim)
Zakrzew (alt. Zakrzów) – dawna gromada, czyli najmniejsza jednostka podziału terytorialnego Polskiej Rzeczypospolitej Ludowej w latach 1954–1972.
Gromady, z gromadzkimi radami narodowymi (GRN) jako organami władzy najniższego stopnia na wsi, funkcjonowały od reformy reorganizującej administrację wiejską przeprowadzonej jesienią 1954 do momentu ich zniesienia z dniem 1 stycznia 1973, tym samym wypierając organizację gminną w latach 1954–1972.
Gromadę Zakrzew siedzibą GRN w Zakrzewie utworzono – jako jedną z 8759 gromad na obszarze Polski – w powiecie radomskim w woj. kieleckim, na mocy uchwały nr 13i/54 WRN w Kielcach z dnia 29 września 1954. W skład jednostki weszły obszary dotychczasowych gromad Zakrzew, Natalin i Zakrzewska Wola (bez kol. Stefanów i kol. Borowiec) ze zniesionej gminy Zakrzew w tymże powiecie. Dla gromady ustalono 15 członków gromadzkiej rady narodowej.
31 grudnia 1959 do gromady Zakrzew przyłączono obszar zniesionej gromady Jaszowice.
31 grudnia 1964 z gromady Zakrzew (podano Zakrzów) przyłączono kolonię Podlesie z gromady Cerekiew.
1 stycznia 1969 do gromady Zakrzew przyłączono obszar zniesionej gromady Taczów.
Gromada przetrwała do końca 1972 roku, czyli do kolejnej reformy gminnej. 1 stycznia 1973 reaktywowano gminę Zakrzew.